# Hylands Park
Hylands Park est une grande maison néo-classique entourée d'un parc de 232 hectares. Elle se trouve dans le comté d'Essex, dans le Sud de l'Angleterre. Il est la propriété du district de Chelmsford. Il est généralement ouvert au public, mais il est parfois utilisé pour des grands événements, comme le jamboree scout mondial de 2007 ou le V Festival. La restauration de la maison a été terminée en 2005.
Après avoir été une propriété privée pendant deux siècles, Hylands House a servi comme QG du Special Air Service durant la Seconde Guerre mondiale.
Le parc a également accueilli le jamboree scout mondial de 2007, qui a accueilli plus de 40 000 scouts du monde entier. Ce jamboree mondial avait été précédé en 2005 d'un jamboree européen, l'Eurojam, qui s'est déroulé sur le même site.

## Historique
La première maison a été construite en 1730, mais le bâtiment actuel date du XIXe siècle. Les jardins sont dus à Humphry Repton.
En 1966, la propriété recherche un nouveau propriétaire, à la suite de la mort du dernier propriétaire privée en 1962. C'est à ce moment que le Chelmsford Borough Council achète la propriété pour les habitants du Chelmsford. Le conseil choisi de commencer une phase de rénovation à partir de 1986. Cette phase s'est terminé en 2005. 

## Anciens propriétaires de Hylands Park

### Sir John Comyns (1730–1740)
Dans les années 1720 (daté de 1726), Sir John Comyns - un avocat local - achète le manoir de Shaxstone dans la ville de Writtle. Il choisit de faire construire une nouvelle propriété permettant de refléter le standing de la famille Comyns. 
Achevé en 1730, Hylands House est construite sous le Style Queen Anne.

### John Comyns (1740–1760) & John Richard Comyns (1760–1797)
Sir John Comyns meurt en 1740, sans aucune descendance. Son titre et ses propriétés sont transférés à John Comyns of Romford, le neveu du propriétaire. En 1759, John Richard Comyns commande un monument à la mémoire de son oncle - pouvant être vu dans le caveau familiale à Writtle Church. 
À la suite de sa mort, John lègue la propriété à son fils : John Richard Comyns en 1760.

### Cornelius Kortright (1797–1815)
En 1797, Cornelius Kortright achète Hylands House et engage Humphry Repton, un des plus grands paysagistes anglais. Cornelius Kortright planifie de nombreux ajouts à la propriété ; avec l'ajout d'une aile ouest et est, un portique à colonnade et décide de repeindre la maison avec un stuc blanc. 
Malheureusement, Cornelius Kortright ne verra pas la propriété devenir ce qu'il avait prévu puisqu'il déménage dans une résidence beaucoup plus grande, près de Fryerning (en).

### Pierre Cesar Labouchere (1816–1839)
Pierre César Labouchère (de) — un banquier d'affaires néerlandais — achète la propriété en 1814. Il continue le plan de développement de son prédécesseur avec Repton. Le résultat de ses modifications sont toujours visibles à ce jour.
Pierre Cesar Labouchere était un grand collectionneur, collectant notamment le travail du sculpteur danois Bertel Thorvaldsen. Des répliques de ses œuvres sont d'ailleurs disponibles dans la propriété.

### John Attwood (1839–1858)
Après la mort de Pierre Cesar Labouchere, son fils Henry Labouchere vend la propriété à Mr John Attwood - ancien propriétaire d'une usine de fer à Birmingham. John Attwood était un entrepreneur très ambitieux et souhaitant une propriété reflétant son statut social. Devenu député d'Harwich, il décide que Hylands House n'est plus assez représentatif de sa place dans la société. C'est à ce moment qu'il décide de re-décorer et d'agrandir la maison. Il achète plus de 14 km2 autour de la propriété. 

### Arthur Pryor (1858–1904)
Arthur Pryor était un associé de la brasserie Truman, Hanbury et Buxton. Il achète Hylands House en 1858. 

### Sir Daniel Gooch (1904–1920)
Sir Daniel Gooch loue la propriété à partir de 1904 et ce jusqu'en 1907, ou il décide d'acheter la propriété. C'est ce propriétaire qui modernise la maison, en installant l'électricité et le téléphone. La famille Gooch était une famille festive et était souvent hôte de fêtes. Pendant la 1ère Guerre Mondiale, Hylands House est réquisitionné et utilisé comme hôpital militaire. Plus de 1500 patients ont été traités à Hylands house. 

### Mr John and Christine Hanbury (1922–1962)
En 1920, Hylands House est vendu, pour être racheté en 1922 par John Hanbury. Seulement, en 1923, le propriétaire meurt. C'est sa femme, Christine qui fait de nombreux changements dans la propriété. Elle ajoute notamment un terrain de tennis, des jardins privées en mémoire de son fils et son mari... 
Christine Hanbury meurt en 1962, à l'âge de 89 ans.

## Hylands Park dans la culture
De 1996 à 2017, le parc de la propriété accueille le V Festival. En 2018, le festival est rebaptisé le RiZE Festival. 
Hylands House a servi comme décor du film Esprit libre (Chasing Liberty) en 2004, où elle représentait la Maison-Blanche. 
En 2005, le parc de la propriété accueille l'Eurojam, un rassemblement de scout européen. En 2007, Hylands accueille des scouts de 160 nations pour le 21e jamboree, célébrant le 100e anniversaire du scoutisme.